# Dagmar Hochová
Dagmar Hochová, provdaná Reinhardtová (10. března 1926 Praha – 16. dubna 2012 Praha) byla česká dokumentární, portrétní a reportážní fotografka.

## Život a dílo
Narodila se v roce 1926 v Praze v dobře situované a kulturymilovné rodině. Dědeček byl ředitelem Žižkovské plynárny, otec, PhDr. Karel Hoch (1884-1962), působil ve Veřejné a univerzitní knihovně, dále byl profesorem na Svobodné škole politických nauk v Praze, šéfredaktorem Národních listů, tiskovým atašé Československa v Římě, historikem, publicistou, a také členem kuratoria Moderní galerie. 
Studovala v letech 1942–1943 na Státní grafické škole v Praze, kde byla žačkou Jaromíra Funkeho a Josefa Ehma. Po krátkém válečném přerušení dokončila školu v ročníku 1945/1946. Poté pracovala v laboratořích firmy Illek a Paul, orientované na reklamní fotografii, a stala se jednou z prvních studentek prof. Karla Plicky na nově založené filmové Akademii múzických umění.
Obor filmová fotografie absolvovala roku 1953. Už během studií spolupracovala s časopisy a s nakladatelstvími pro děti, především nakladatelstvím Albatros. Tato spolupráce ovlivnila její celoživotní zaměření na reportážní a dokumentární fotografii. Proslula svými cykly Děti, Síla věku, Dvojice, Svátky a slavnosti. Její fotoaparát zachytil životní okamžiky malých a přehlížených, děti, staré lidi a jeptišky. Jako fotografku ji to vždy přitahovalo na místa, kde se něco dělo.
PhDr.Marie Klimešová o Hochové na konci dubna 2001 řekla: Dáša Hochová dětem rozumí. Ani na okamžik je nevnímá jako objekt jakéhosi sentimentu; děti jí jsou vždy partnery a ona je nadšena, když v nich nalézá životaschopnost, která jim v budoucnu pomůže rozvinout se v dospělou osobnost. Sleduje je mnohdy s radostnou jízlivostí, s porozuměním pro jejich přirozenou nenucenost, zároveň jim ale svou vitální přítomností dává podnět ke zvlášť pádnému projevení své podstaty.
Její dílo se vymyká dobové tvorbě nejen nekonformností námětů a tvrdošíjností v hledání a odkrývání lidských okamžiků, ale i programovou rezignací na zažité a osvědčené tvůrčí konvence. Nerespektovala žádná kompoziční pravidla, pohrdala aranžováním scén a fotografovaných lidí či objektů, nesnášela umělé osvětlení, zejména bleskové světlo, nezajímala jí technická preciznost. Hlavní pro ni byla síla výpovědi o člověku a té pak podřizovala vše.
Ve své tvorbě se také zabývala podobností dvojčat. Stejným tématem se zabývali fotografky a fotografové Tereza Vlčková (cyklus Two - Dvojice), Loretta Lux (Sasha and Ruby), Rineke Dijkstra (Chen a Efrat), Diane Arbusová (Identická dvojčata), August Sander, Mary Ellen Mark, Wendy McMurdo nebo Chantal Michel.
Za svou zásadní práci považovala snímek Proti zdi z roku 1960, portrét dvou kluků, kteří vší vervou skáčou proti oprýskané stěně a kopou do ní. Je na něm vidět jejich nespoutaná snaha překonat překážku, i když moc dobře vědí, že si o ni leda tak zničí boty.
V posledním desetiletí svého života se spíše soustřeďovala na bilancování svého rozsáhlého díla. Dostalo se jí satisfakce za dlouhá léta, kdy její nejlepší fotografické cykly končily v šuplíku. Od roku 1994 začala vydávat ve spolupráci s nakladatelstvím Kuklík knižní rekapitulaci svého fotografického díla.
Za vlastní finanční prostředky získané v restituci připravila sama, bez editorské pomoci, bilanční trilogii - Deset, dvacet, třicet, už jdu, Čas oponou trhl a Síla věku.
V Nakladatelství Torst publikovala v roce 2001 knihu fotografických portrétů českých spisovatelů nazvanou Konec chleba, počátek kamení.
V letech 1990–1992 byla poslankyní České národní rady. V roce 2001 jí byla za vynikající umělecké výsledky udělena medaile Za zásluhy. Jejím manželem byl ing. Zdeněk Reinhardt (1921–2014), odborník na výzkum a vývoj kolejových vozidel, který o ni na sklonku života pečoval. Manželé bydleli v Praze 2 na Rašínově nábřeží. Ten v roce 2013 také věnoval její obsáhlou fotografickou pozůstalost včetně množství negativů Moravské galerii v Brně.

## Výstavy

### Samostatné výstavy (výběr)
- 1959/1960 Dagmar Hochová: Fotogalerie, Divadlo Rokoko, Praha
- 1964 Dagmar Hochová, Kabinet fotografie Jaromíra Funka, Brno
- 1987 Dagmar Hochová: Děti, Galerie H, Kostelec nad Černými lesy
- 1989 Dagmar Hochová: Fotografie, Dům U Kamenného zvonu, Praha
- 1991/1992 Dagmar Hochová, Galerie U Bílého jednorožce, Klatovy
- 1992 Síla věku, Malá galerie České spořitelny, Kladno[17]
- 1993 Dagmar Hochová: Fotografie, Dům umění města Brna, Brno
- 2000 Dagmar Hochová: Děti / Kinder, Galerie auf der Pawlatsche, Vídeň (Wien)
- 2001 Děti 1948–66, Galerie Pražského domu fotografie, Praha[3]
- 2003 Dagmar Hochová: Fotogalerie, Galerie Magna, Ostrava
- 2006 Dagmar Hochová: Fotografie, Dům umění města Brna, Brno
- 2008 Zadním východem, Klášter dominikánů, Praha
- 2009 Dagmar Hochová: Fotografie - paměť všedního, Topičův salon, Praha
- 2011 Dagmar Hochová: Akrobat na glóbu života, Leica Gallery Prague, Praha
- 2012 Dagmar Hochová: Akrobat na glóbu života, Dům umění, Opava
- 2013/2014 Dagmar Hochová: Akrobat na glóbu života, Galerie Fiducia, Ostrava
- 2014 Dagmar Hochová 1926/2012, Moravská galerie, Brno[18]
- 2018 The Power of Sympathy: The Photography of Dagmar Hochova, 12 Star Gallery, Londýn (London)
- 2019 Czechoslovakia Through the Lens of Dagmar Hochová, Internationaal Perscentrum Nieuwspoort, Haag
- 2024 Dagmar Hochová: Retrospektiva, Moravská galerie, Brno, Pražákův palác, 19. duben – 29. září 2024, kurátor: Jiří Pátek[19]

### Účast na výstavách (výběr)
- 1966 Aktuální tendence v československém užitém umění a průmyslovém výtvarnictví, Obecní dům, Praha
- 1971 Československá fotografie 1968/1970, Kabinet užitého umění, Moravská galerie, Brno
- 1972 Ženy s kamerou, Staroměstská radnice, Praha
- 1979 Výtvarní umělci dětem, Praha
- 1985 27 Contemporaty Photographers from Czechoslovakia, The Bill Brandt Room, Londýn
- 1987 Osobnosti československé sociální dokumentární fotografie 1940–1980, Galerie Stará radnice, Brno
- 1987 Aktuální fotografie 2 - Okamžik, Kabinet užitého umění, Moravská galerie Brno (reprízy Cheb, Tábor)
- 1988/1989 Fotografie ze života Bohuslava Reynka, Sovinec
- 1989 Proměny české dokumentární fotografie, Galerie 4, Cheb
- 1989 Co je fotografie: 150 let fotografie, Mánes, Praha
- 1992/1993 What's New: Prague (Contemporary Photography from Czechoslovakia), The Art Institute, Chicago
- 1998 Česká fotografie 1939–1958 ze sbírek Moravské galerie, Brno
- 2001 Fotografie jako umění v Československu 1959–1968, Místodržitelský palác, Moravská galerie, Brno
- 2005 Česká fotografie 20. století, Praha
- 2008 Fotogenie identity: Paměť české fotografie, Dům pánů z Kunštátu, Brno
- 2008 Třetí strana zdi: Fotografie v Československu 1969 - 1988 ze sbírky Moravské galerie v Brně, Pražákův palác, Brno
- 2009 Tschechische Fotografie des 20. Jahrhunderts, Kunst- und Ausstellungshalle, Bonn
- 2009/2010 Tenkrát na Východě: Češi očima fotografů 1948–1989, Dům U Kamenného zvonu, Praha
- 2011/2012 V plném spektru. Fotograﬁe 1900–1950 ze sbírky Moravské galerie v Brně, Pražákův palác, Brno
- 2014 Grey Gold: České a slovenské umělkyně 65+, Dům umění města Brna, Brno (repríza Nitra)
- 2020/2021 100 let grafické školy v Praze, Uměleckoprůmyslové museum, Praha
- 2021 Metafyzika fotografie, Galerie Fiducia, Ostrava

## Výstava Dagmar Hochové v klášteře dominikánů v Praze (2008)

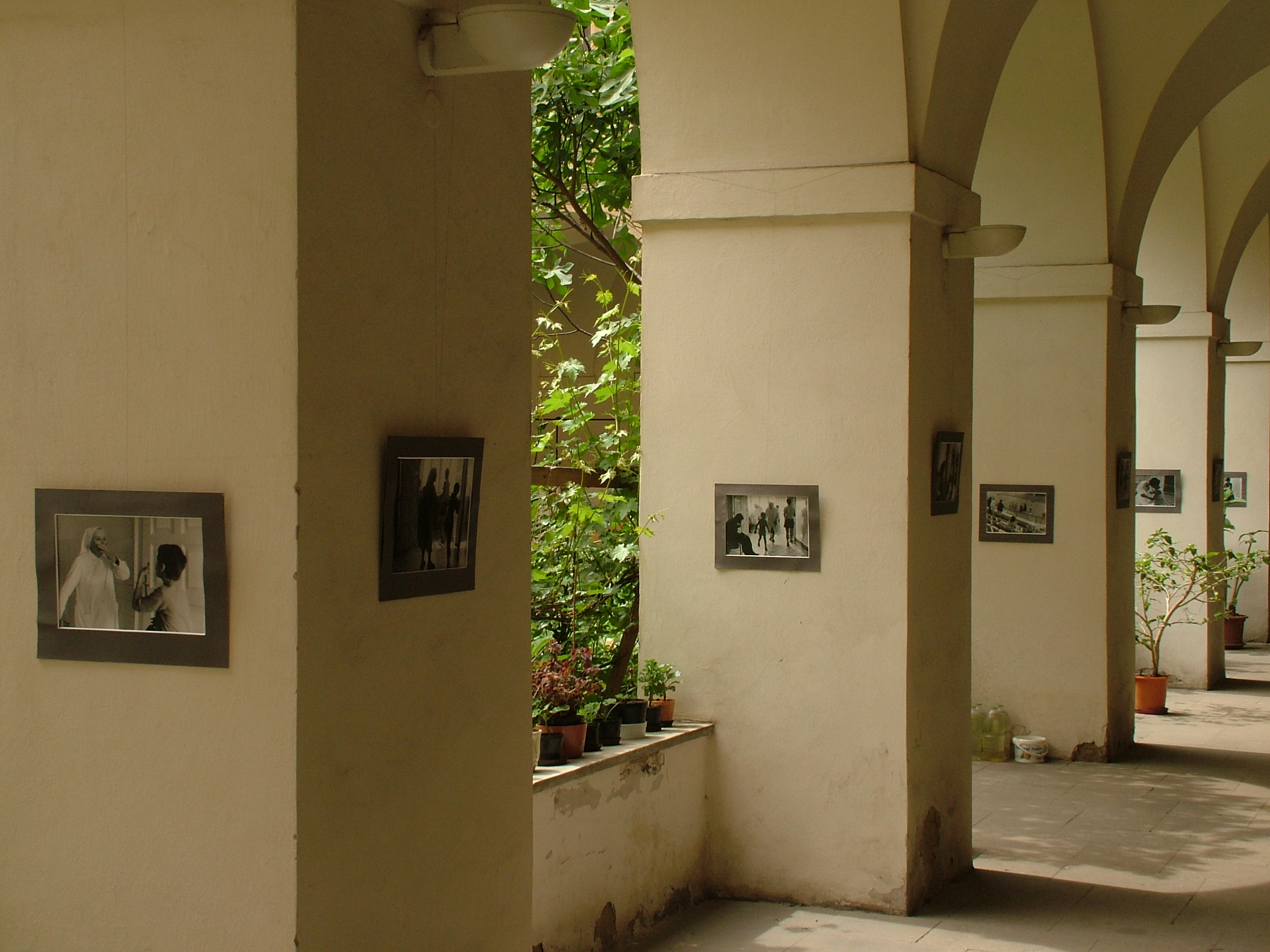
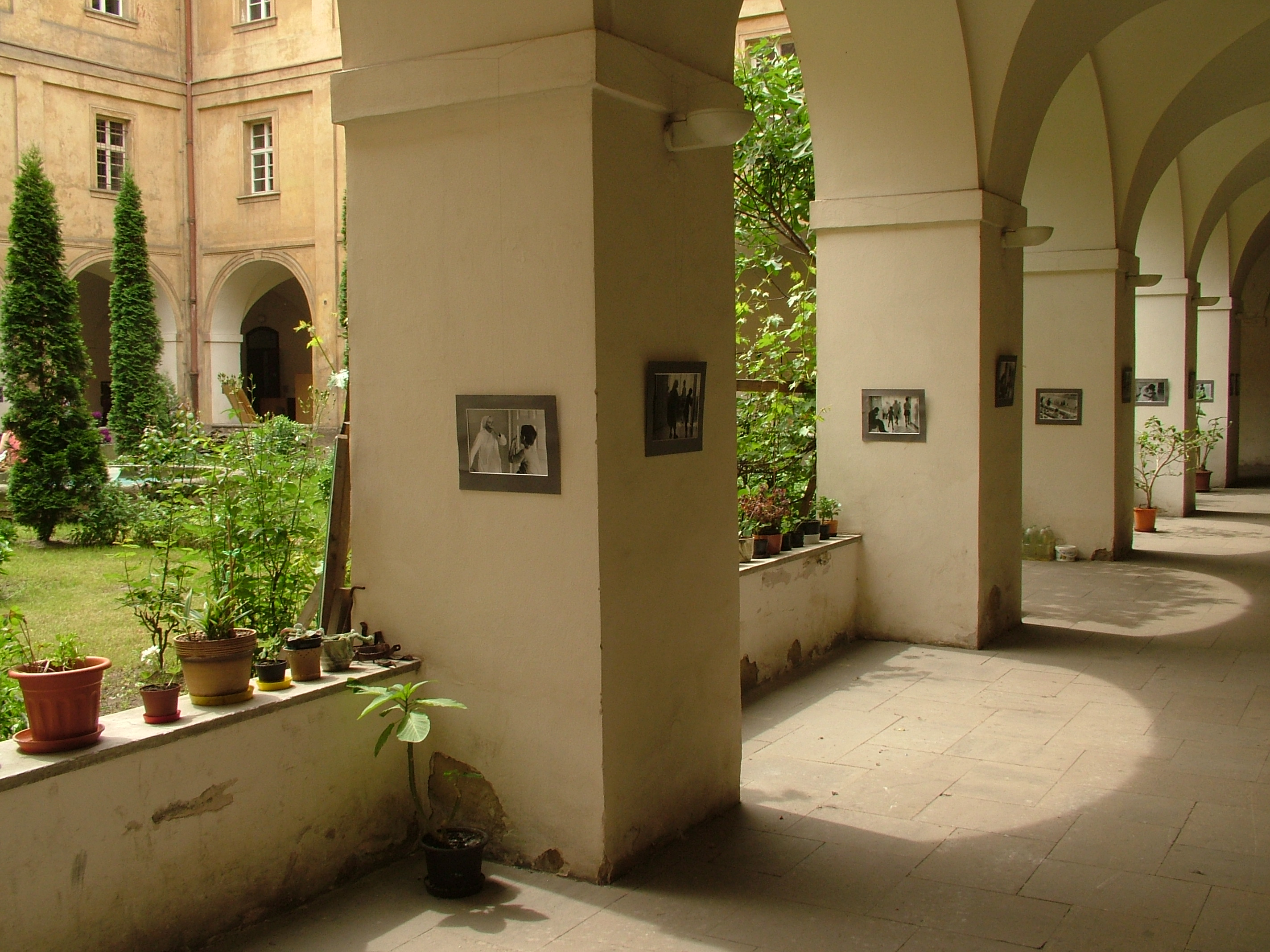
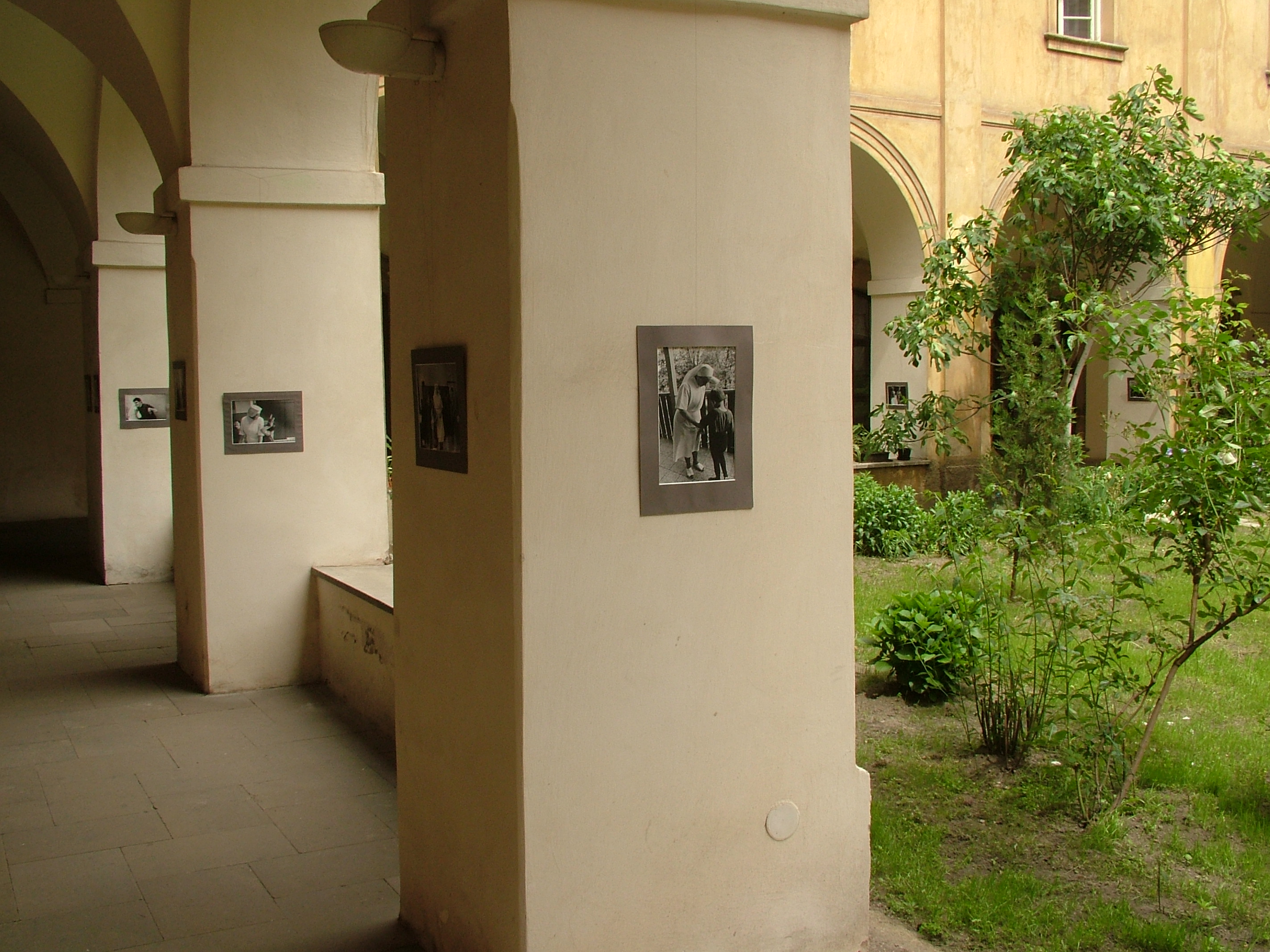
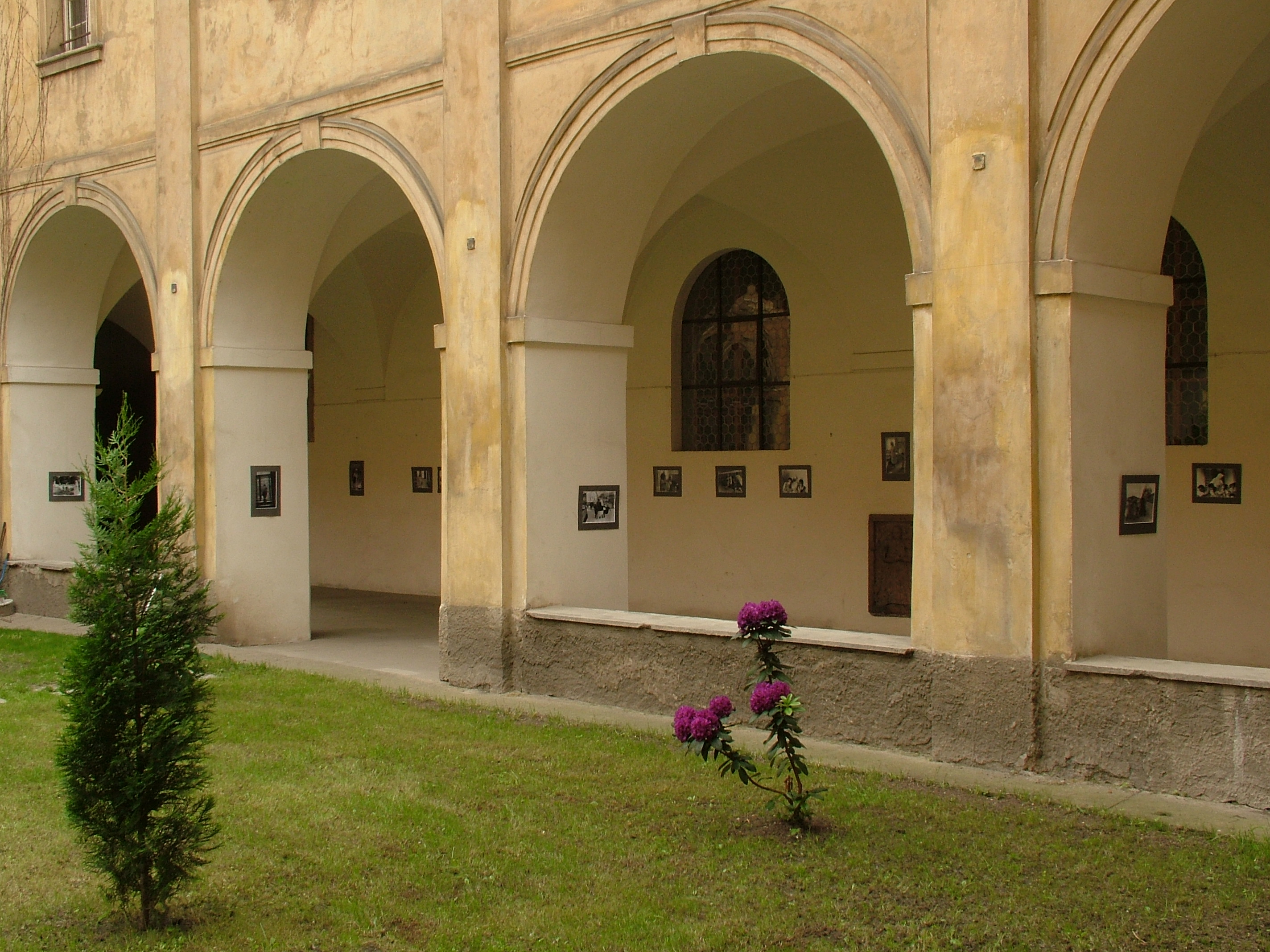
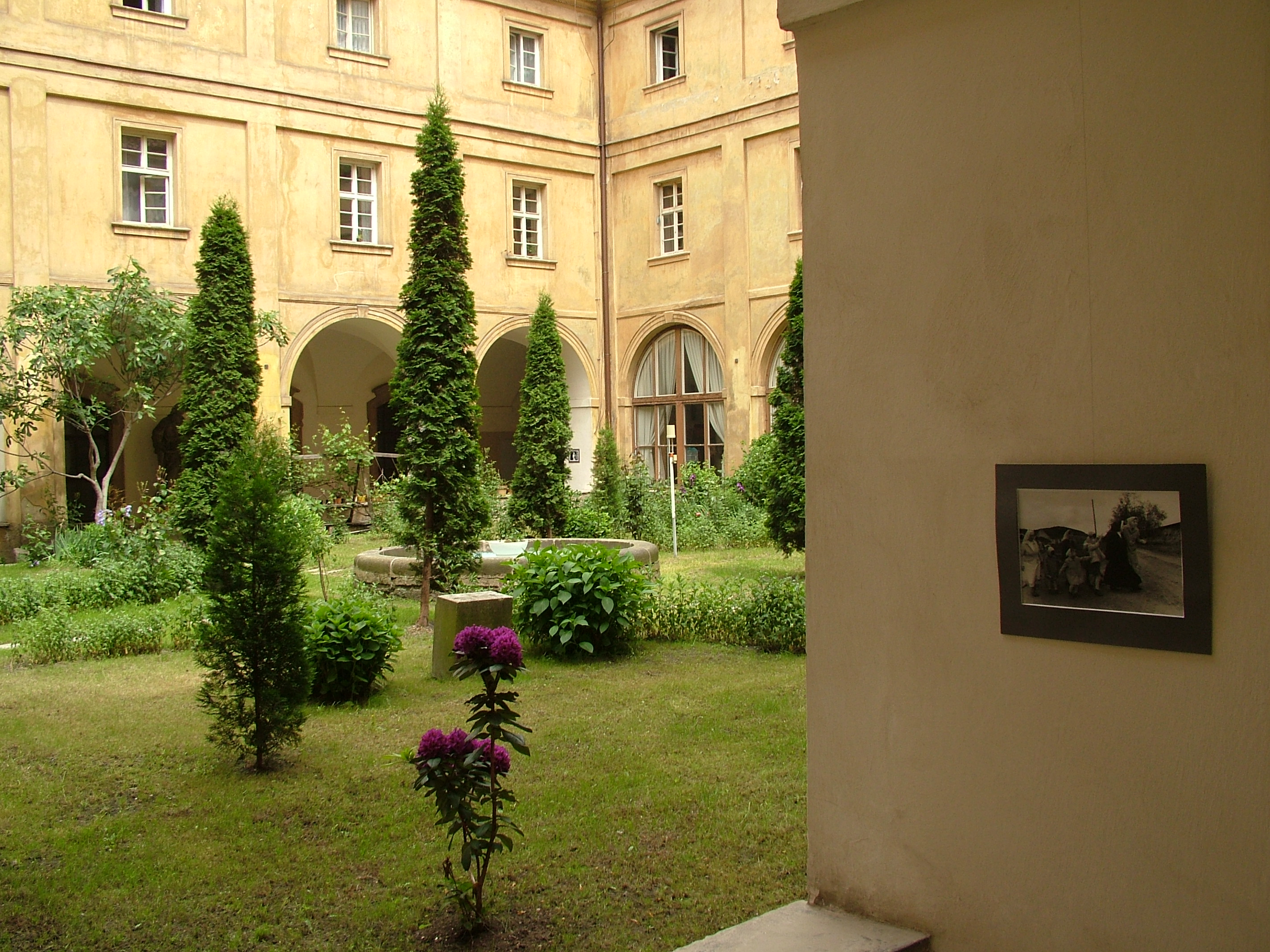

## Cykly
- Globus smrti
- Osobnosti
- 1968
- Dvojice
- Matějská pouť
- Vietnam
- Vltava
- Porta Portese
- Síla věku
- Deset, dvacet, třicet, už jdu!